# Michael Hahn
Michael Hahn, né le 24 novembre 1830 et mort le 15 mars 1886, unioniste, gouverneur de la Louisiane du 4 mars 1864 au 4 mars 1865, Républicain. 

### Articles annexes
- Liste des représentants de Louisiane
- Liste des gouverneurs de Louisiane